# Военные игры (фильм)
«Вое́нные и́гры» (англ. WarGames) — американский технотриллер. Премьера состоялась на Каннском кинофестивале 1983 года. Позднее вышла новеллизация под названием «WarGames» Дэвида Бишофа Фильм выдвигался на премию «Оскар» в трёх номинациях — «лучший сценарий», «лучшая операторская работа» и «лучшее звуковое оформление». Премия BAFTA за лучший звук.

## Сюжет
Фильм начинается с инцидента, произошедшего в командном бункере: дежурные операторы позиционного района ядерных ракет получают приказ о нанесении удара по территории противника и начинают процедуру подготовки ракет к запуску. Один из дежурных не верит в реальность происходящего и в нарушение инструкций пытается связаться с командованием NORAD, чтобы получить подтверждение приказа. Связь не работает — и оператор отказывается повернуть ключ «на запуск» даже под угрозой второго оператора застрелить его за невыполнение приказа.
Позднее в бункере NORAD под горой Шайенн проходит разбирательство этого инцидента: как выясняется, отданный приказ был частью штатной проверки боеготовности, о которой дежурные предупреждены не были. Военные опасаются, что такие инциденты повторятся и в случае реального конфликта. Чтобы исключить из системы «ненадёжных» операторов, учёные предлагают полностью передать управление запуском ракет суперкомпьютеру WOPR (War Operation Plan Response). Военные не хотят полностью полагаться на компьютер, однако проверяющие из Вашингтона принимают решение в пользу учёных. Бункеры ракетных шахт проходят переоборудование.
Дэвид Лайтмен, старшеклассник средней школы в Сиэтле из-за низкой оценки будет вынужден продолжать учёбу летом. Однако дома он использует свой компьютер IMSAI 8080, модем и подсмотренный пароль к школьному компьютеру, чтобы исправить на проходную свою оценку и оценку своей подруги Дженнифер, которую он пригласил посмотреть на своё компьютерное хозяйство. Девушка сначала категорически против подлога, но на следующий день меняет своё мнение и просит всё же исправить её оценку.
Позднее за семейным ужином Дэвид видит рекламный буклет компании «Протовижн», специализирующейся на разработке компьютерных игр, и решает подключиться к её компьютеру в надежде получить доступ к анонсированным играм. Зная лишь приблизительно блок телефонных номеров компании, Дэвид запускает программу, которая перебирает номера и отмечает, где было модемное соединение.
На следующий день он рассказывает Дженнифер об изменении оценки и демонстрирует свой «улов». Один из компьютеров оказывается терминалом системы бронирования билетов «Pan American», и Дэвид хвастается своими хакерскими навыками — ради шутки заказывает два билета на рейс из Чикаго в Париж. Следующим компьютером оказывается закрытая система, к которой не удаётся подключиться стандартным путём. Предполагая, что это и есть засекреченный компьютер игровой компании, Дэвид обращается за помощью к знакомым программистам, которые рассказывают о бэкдорах — намеренно оставляемых недокументированных входах, известных только создателям компьютерной системы. Но если побольше знать о создателе, то можно попробовать догадаться о его тайном пароле.
По названию одного из выдаваемых системой пунктов — «Лабиринт Фолкена» — делается предположение, что создателем системы является Стивен Фолкен. Дэвид принимается за поиск информации и выясняет, что жена и сын Фолкена погибли в автокатастрофе, а вскоре умер и он сам. Обсуждая найденную информацию с Дженнифер, Дэвид предполагает, что паролем может быть имя погибшего сына — Джошуа — и это действительно позволяет подключиться. Компьютер считает, что к нему подключился его создатель (Фолкен) и «продолжает» общение с ним, прерванное на длительное время. Дэвид изъявляет желание играть и получает список игр: крестики-нолики, шашки, шахматы, бридж и покер, «Воздушные бои», «Военные действия в городских условиях», «Война в пустыне», «Воздушные налёты», «Война на нескольких театрах военных действий», «Война на нескольких театрах военных действий с применением химического и биологического оружия», «Глобальная термоядерная война».
Заинтригованные, Дэвид и Дженнифер выбирают последнее название и получает предложение выбрать сторону, за которую он будет «играть» — СССР или США. Дэвид выбирает сторону Советского Союза. Игра начинается. Однако Дэвид подключился не к игровой компании, а к системе автоматизированного управления Министерства обороны США, а запущенная «игра» является штабной симуляцией для отработки системы раннего предупреждения о ракетном нападении. Вооружённые силы Соединённых Штатов Америки переводятся в режим повышенной готовности (DEFCON 3).
Из-за небольшой неурядицы дома Дэвид вынужден выключить компьютер, чем прерывает начатую «игру», и система командного центра NORAD снова начинает транслировать реальную информацию. Учёные заверяют военных, что это были лишь симуляция начала ракетной атаки. Выясняется, что кто-то запустил программу для обучения системы, но прервал соединение, которое было откуда-то из Сиэтла.
На следующий день Дэвид и Дженнифер по телевизору видят репортаж о сбойном срабатывании системы предупреждения ракетного нападения и понимают, что это именно их действия чуть не привели к началу Третьей мировой войны. Дэвид в панике выбрасывает распечатки с данными по этой системе в мусор, не желая никакого продолжения. Но компьютер «WOPR» сам устанавливает связь с компьютером Дэвида и сообщает, что надо закончить игру, ведь он запрограммирован на обязательный поиск достижения победы, осталось 52 часов 17 минут. Дэвид впадает в панику и отключает компьютер от телефонной сети. Успокоившись, он принимает решение вести себя как обычно. Но при выходе из магазина его арестовывают агенты ФБР.
На базе NORAD учёные поясняют агентам ФБР, что взлом был осуществлён школьником с использованием пароля, оставленного создателем системы в результате халатности телефонного оператора и просят привлечь Дэвида к улучшению безопасности системы. Однако военные и следователи ФБР полагают, что Дэвида завербовали Советы и он действовал в паре с кем-то. Глава компьютерного центра бункера доктор Джон Мак-Киттрик решает разговорить Дэвида и проводит ему экскурсию по бункеру. Он узнаёт, что Дэвид очень сильно углубился в биографию Фолкена, который был начальником Мак-Киттрика. Однако случайно обронённые слова Дэвида о звонке компьютера ломают весь разговор и Мак-Киттрик задаёт вопрос о том, с кем он летит в Париж (он не отменил бронь в Pan American). Понимая, что говорить дальше нельзя, Дэвид требует адвоката. Мак-Киттрик угрожает, но его внезапно вызывают на срочное совещание — кто-то взломал защиту его компьютерной системы и украл пусковые коды к ракетам. Дэвид пользуется моментом и подключается к «Джошуа» через компьютер Мак-Киттрика, благодаря чему узнаёт калькуляцию потерь и разрушений гражданских лиц и инфраструктуры США и после того, как компьютер «посетовал» что не может связаться с Фолкеном, узнаёт адрес некоего дома в Орегоне. Однако его манипуляции с компьютером замечают и запирают в том же месте, куда засунули изначально, позднее собираясь отправить его в Денвер, где ему предъявят официальные обвинения в шпионаже. Дэвид осматривает помещение, куда его засунули, и понимает, что это медпункт. Он находит диктофон, который подключает к кодовому замку и записав тональные сигналы кода, взламывает его и выбирается из заточения в то время, как часовой заигрывает с секретаршей.
Ему удаётся разминуться с агентами ФБР и через кабельную шахту выбраться в основной зал, где прибивается к группе туристов. Дэвиду удаётся незамеченным покинуть территорию базы, пока агенты взламывают дверь медпункта.
Выбравшись оттуда, Дэвид добирается на попутке до телефонного автомата около придорожного кафе возле городка Гранд- и, закоротив его крышкой от банки с газировкой, безуспешно пытается связаться с Фолкеном оператор не находит никого с именем Фолкена или «Роберта Хьюма» — его псевдонима, по адресу, указанному «Джошуа». Не добившись результата, Дэвид звонит Дженнифер и просит её оплатить билет на самолёт до городка Салем в Орегоне, где предположительно скрывается Фолкен. Однако Дженнифер, оплатив билет Дэвиду, сама прилетает в Орегон, требуя ответов. Они едва успевают запрыгнуть на паром, который уже отходит от пристани. Там Дэвид объясняет Дженнифер, что произошло и рассказывает что Фолкен на самом деле жив.
Найдя Фолкена, потерявшего рассудок и запускающего радиоуправляемые модели птеродактилей подростки просят его о помощи. Когда Дженнифер называет его настоящее имя, он пытается прогнать подростков, но после упоминания «Джошуа» всё же разговаривает с ними, посмеявшись по поводу «уничтожения» ими Лас-Вегаса. Однако после похожего на бредни сумасшедшего рассказа о динозаврах, перекликающегося с объяснениями об исключительно научных целях создания WOPR, Дэвид и Дженнифер окончательно теряют веру в учёного. Фолкен на примере «крестиков-ноликов» объясняет, что штабное командование не знает, что выиграть в такой игре невозможно, говорит, что человечество, готовое истребить само себя, не выживет, и предлагает незваным гостям два варианта — остаться и через несколько часов оказаться практически в эпицентре одного из ядерных взрывов и погибнуть в первые секунды после взрыва или же уйти как можно дальше, но в течение нескольких лет погибнуть от отравления радиацией, увидев, если бы у них родился ребёнок, его смерть.
Пока подростки разговаривают с Фолкеном, в NORAD приходит сообщение о проникновении двух советских бомбардировщиков в зону ПВО Аляски, которых посланные на перехват пилоты истребителей F-16 не находят, а по данным разведки (на самом деле подделанных WOPR в рамках одного из сценариев), у Советов появился стелс-бомбардиовщик с возможностью посылать ложные сигналы о местонахождении. Уровень DEFCON повышается до второго. Попутно они видят, как почти полсотни советских подлодок-носителей ядерного оружия, занимают позиции у побережья.
Дэвид и Дженнифер в отчаянии уже хотят уплыть с острова, однако Дэвид не умеет плавать. Они обсуждают всё, что натворили и понимая, что своими руками Дэвид подвёл мир под смертный приговор, изливает душу Дженнифер, и в итоге они целуются. Внезапно их настигает неизвестный вертолёт. Подростки полагают, что Фолкен сдал их федералам, но оказывается, что это вертолёт самого Фолкена, который всё же решился помочь исправить ситуацию.
Рано утром командование NORAD получает сообщение о начале полномасштабной атаки со стороны СССР, а командование, подняв уровень угрозы до первого (максимальная боеготовность), запечатывает базу, переходя в автономный режим. Подростки вместе с Фолкеном едва успевают попасть внутрь бункера, при этом разбив машину, на которой они добирались до базы. Они бегом врываются в зал управления и пытаются убедить генерала Беринджера и Мак-Киттрика в фальшивости получаемых им данных, так как Советы не устраивали провокаций, которые могли бы быть поводом для войны. Генерал нехотя соглашается с мнением Фолкена и приказывает оставить на нескольких военных объектах, которые первыми попадут под удар дежурных, а им самим оставаться на связи как можно дольше, объясняя им что произошло. Через несколько секунд на мониторах отражается нанесение удара по всем объектам в Штатах, но все дежурные находятся на связи, докладывая об отсутствии ударов.
Всеобщее ликование прерывается новой проблемой: компьютер заблокировал любые изменения и начал самостоятельно подбирать код запуска ракет. Никто не может отменить нанесение уже реального удара. Идея отключить компьютер от военной сети сходу отвергается — при отключении WOPR ракеты запустятся автоматически, так как это будет равнозначно уничтожению базы.
Дэвид вместе с Фолкеном решают рискнуть и «сыграть» с «Джошуа» через панель «список игр», так как «Джошуа» подчистил основные пароли доступа к себе, а пароль «бэкдора» был удалён программистами. Выбрав игру «крестики-нолики», они частично получают доступ к системе и после мозгового штурма находят способ замедлить WOPR — по совету Фолкена Дэвид выставляет число игроков «ноль», заставляя компьютер играть сам с собой, каждый раз безуспешно получая ничью. Одновременно продолжая подбирать код запуска ракет, «Джошуа» захватывает все мощности системы и вызывает перегрузку в электросети бункера, которая сжигает часть электрооборудования, однако, всё-таки подбирает код. Но вместо моментального пуска, компьютер начинает перебирать сценарии, при котором достигается его главная цель, но безуспешно — потери и разрушения обеих сторон велики настолько, что победителей нет.
В итоге, закончив прогон сценариев, «Джошуа» связывается с Фолкеном и высказывает своё мнение: «Странная игра. Единственный выигрышный ход — не играть». Фолкен понимает, что научил своё детище главному — не всегда можно выиграть. В итоге компьютер предлагает сыграть в шахматы. В этот момент всё уцелевшее электрооборудование базы восстанавливаются, а генерал приказывает перейти на уровень опасности 5 (мирное время).

## В ролях
| Актёр            | Роль                    |
| ---------------- | ----------------------- |
| Мэтью Бродерик   | Дэвид Лайтмен           |
| Элли Шиди        | Дженнифер Мак           |
| Дэбни Коулмен    | доктор Джон Мак-Киттрик |
| Джон Вуд         | доктор Стивен Фолкен    |
| Джуанин Клей     | Пэт Хили                |
| Барри Корбин     | генерал Беринджер       |
| Майкл Инсайн     | помощник Беринджера     |
| Майкл Мэдсен     | Стив Фелпс              |
| Алан Блюменфельд | мистер Лиггет           |
| Мори Чайкин      | Джим Стинг              |
| Эдди Дизен       | Мелвин                  |
| Арт Лафлер       | охранник Гейнсбург      |

## Производство

### Подготовка
В 1979 году сценаристы Уолтер Паркс и Лоуренс Ласкер придумали идею сценария под названием «Гений» об «умирающем учёном и единственном человеке в мире, который его понимает — мятежном ребёнке, который слишком умён». Ласкер был вдохновлён телевизионным спецвыпуском Питера Устинова о нескольких гениях, включая Стивена Хокинга. Ласкер сказал: «Я нашёл увлекательным то затруднительное положение, в котором находился Хокинг, — что он сможет однажды понять единую теорию поля и не сможет никому об этом рассказать из-за своего прогрессирующего БАС. Поэтому возникла идея, что в подобной ситуации нужен преемник. И кто бы это мог быть? Может быть малолетний преступник, проблема которого кроется во всеобщем непонимании, что он слишком умён для своей среды». Концепция компьютеров и хакерства в сценарии ещё отсутствовала.
«Гений» начал своё преобразование в «Военные игры» когда Паркс и Ласкер встретили Питера Шварца из Стэнфордского исследовательского института, который обратил их внимание на новую субкультуру чрезвычайно умных детей, которых позднее назовут «хакерами». Шварц показал связь между молодёжью, компьютерами, играми и армией. Паркс и Ласкер также встретились с экспертом по компьютерной безопасности Уиллисом Уэром из RAND Corporation, который заверил их, что даже защищённый военный компьютер вполне может иметь удалённый доступ. Всё это побудило сценаристов развить и трансформировать первоначальную идею.
По пути к финальной версии Паркс и Ласкер придумали несколько сюжетных линий на военную тематику. В одном из вариантов сценария был «Дядя Олли» (от Omnipresent Laser Interceptor, OLI, вездесущий лазерный перехватчик) — космический оборонительный лазер, управляемый интеллектуальной программой. Но идея была отвергнута, потому что была слишком надуманной и неправдоподобной. Режиссёр Джон Бэдэм придумал суперкомпьютеру название «WOPR» (созвучно с гамбургером «Воппер» и словцом «whop» — «офигеть») посчитав название «Единый интегрированный оперативный план» скучным и ничего не говорящим.
Прототипом образа Дэвида Лайтмана стал Дэвид Скотт Льюис (David Scott Lewis), энтузиаст хакерства, с которым познакомились Паркс и Ласкер. Прототипом Фалькена был Стивен Хокинг. В этой роли хотел сняться Джон Леннон, но его убили когда сценарий ещё не был окончен. Прототипом генерала Берингера был генерал ВВС США Джеймс Хартингер, тогдашней главнокомандующий NORAD, с которым Паркс и Ласкер познакомились во время посещения военной базы. Как и киношный Берингер, реальный прототип выступал за то, чтобы люди оставались в цикле принятия решений, не полагаясь исключительно на компьютерные алгоритмы.

### Съемки
Режиссёром изначально был Мартин Брест, но был уволен после 12 дней съёмок из-за разногласий с продюсерами и заменён на Джона Бэдэма, хотя несколько сцен, снятых Брестом, остались в окончательном варианте фильма. Бэдэм считал, что в интерпретации  Бреста история начиналась слишком мрачно, герои фильма занимались чем-то жутким и вели себя как заговорщики.  Бэдэм же хотел показать, что героям было весело, что это было захватывающе. По словам Бэхэма, Бродерик и Шиди были «жёсткими как доски» когда появились на съёмосной площадке, имея как мрачное видение Бреста, так и мысль о том, что их скоро уволят. Бэдхэм сделал 12-14 дублей первого кадра, чтобы расслабить актёров. Новый режиссёр пригласил на съёмочную площадку «небольшую армию компьютерных гениев», чтобы они давали советы для обеспечения правдоподобности.
Том Манкевич утверждает, что написал несколько дополнительных сцен во время съемок, которые были использованы в фильме, хотя он и не был указан в титрах как сценарист. 

### Дизайн
Показанный в фильме компьютер WOPR  был реквизитом, созданным в Калвер-Сити (Калифорния), членами Международного альянса работников театральной сцены. Он был разработан художником-постановщиком (указанным как визуальный консультант) Джеффри Киркландом на основе некоторых фотографий ранних вычислительных машин, а также металлической мебели, консолей и шкафов, которые использовались  в армии США в 1940-х и 1950-х годах. Художественный руководитель Анджело Грэм адаптировал предложенную концепцию. Во время съёмок WOPR управлялся членом команды, сидящим внутри "компьютера", вводя команды в Apple II по указанию режиссёра.  Реквизит был разобран на металлолом после завершения производства. Его копия была построена в 2006 году для рекламы AT&T.

## Влияние
«Военные игры» был первым массовым произведением с центральной темой удалённых подключений к вычислительным центрам, а также хакерства. Фильм стал катализатором и базой самого первого массового обсуждения в США информационных технологий. После выхода фильма крупнейшие новостные СМИ сосредоточились на возможности существования «сценария „Военных игр“» в реальности. Это внимание способствовало созданию в 1986 году первой федеральной интернет-политики США — Закона о компьютерном мошенничестве и злоупотреблениях.
Операторы BBS (электронных досок объявлений) сообщили о необычном росте активности в 1984 году, который, по крайней мере, один системный оператор приписал тому, что фильм «Военные игры» знакомил зрителей с модемами. Сцены фильма компьютерного автодозвона с перебором номеров породила термин «war dialing» (ранее известного как «demon dialin») — использование модема для сканирования списка телефонных номеров в поисках неизвестных компьютеров, и косвенно к более новому термину «wardriving».
Президент Рональд Рейган, друг семьи сценариста Ласкера, посмотрел фильм и обсудил сюжет с членами Конгресса, своими советниками и Объединённым комитетом начальников штабов. Считается, что интерес Рейгана к фильму привёл к принятию 18 месяцев спустя первой президентской директивы по компьютерной безопасности.

#### Комментарии
1. ↑  Её русский перевод сначала был опуликован в журнальном варианте: Военные игры / пер. с англ. М. Машина // Ровесник : журнал. — 1986. — № 2. — С. 24—27. ; № 3. — С. 24—28 ; № 4. — С. 28—31 ; № 5. — С. 28—31 ; № 6. — С. 28—31 ; № 7. — С. 29—31 ; № 8. — С. 28—31 ; № 9. — С. 25—27. В том же году повесть вышла в полном варианте в составе сборника: Недетские игры. — М. : Мир, 1986. — 504 с. — (Зарубежная фантастика)..